# Cimanggu (Cimanggu, Sukabumi)
Cimanggu is een bestuurslaag in het regentschap Sukabumi van de provincie West-Java, Indonesië. Cimanggu telt 4514 inwoners (volkstelling 2010).